# مقاومة ضوئية

رمز المقاومة الضوئية

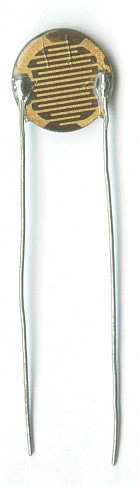
مقاومة ضوئية

المقاومة وتغيرها بالنسبة للسطوع

المقاومة الضوئية (بالإنجليزية:Light Dependent Resistor) ويرمز لها اختصارا LDR هي مقاومة كهربائية حساسة للضوء، تقل مقاومتها عند شدة سطوع الضوء عليها. وبسبب هذه الخاصية يستفيد منها الفنيون وواضعوا الدوائر الكهربائية تستخدم تلك الخاصية لأداء أعمال كثيرة، تستغل خاصية تأثر المقاومة بالضوء فهناك دوائر إنذار بالضوء وأيضا إنذار بالظلام. ومن أشهر تطبيقاتها مصابيح الشارع، حيث تستعمل للتشغيل والإطفاء الآلي. يطلق على هذه النبيطة ([الإنجليزية: Semiconductor device) اسم آخر هو الموصل الضوئي.
في الظلام يكون لدى هذه الأداة مقاومة تبلغ 1000000 Ω أي ميغاوم (ΩM), لكن عند تعرضها للسطوع الضوئي تقل هذ المقاومة لتبلغ بضع مئات أوم

## تركيبها

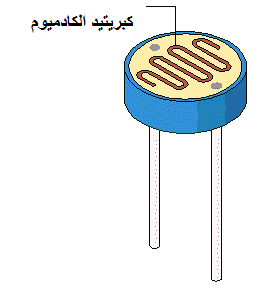
تركيب المقاومة الضوئية

تغطي مادة عازلة مثل السيراميك بطبقة رقيقة من مادة شبه موصل حساسة للضوء. وتتكون توصيلاتها الكهربية من طرفين معدنيين في هيئة مشطين متقابلين مثبتين عليها.
توصل الأطراف بأسلاك التوصيل وتغطي المقاومة الضوئية بالراتنج الصناعي الشفاف. وأحيانا تحفظ المقاومة في حافظة معدنية ذات نافذة من الزجاج ويخرج منها سلكا التوصيل المعزولان.

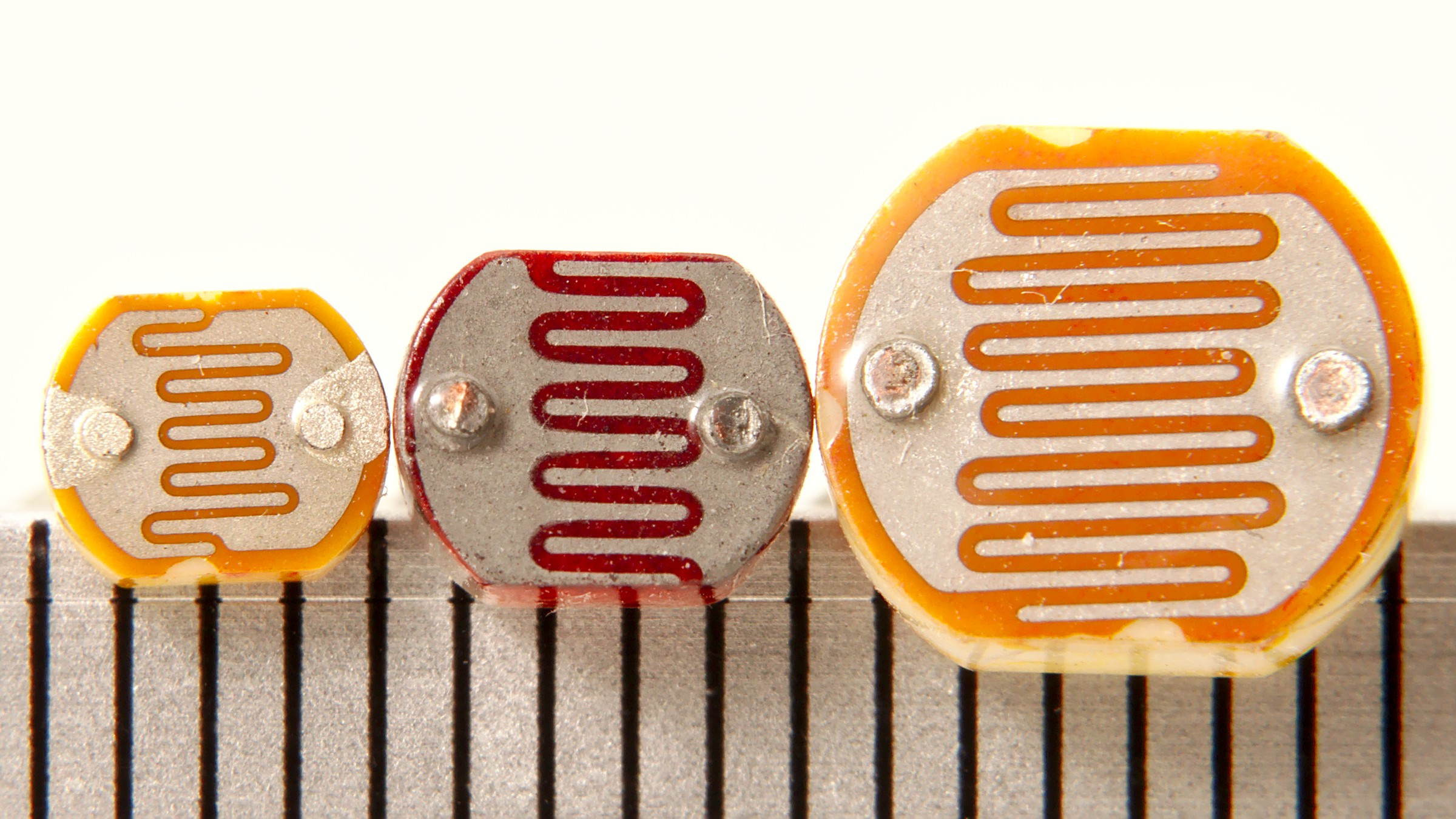
ثلاث أحجام من المقاومات الضوئية مع قطرها بالمليميتر

## المواد المستخدمة
تتكون المقاومات الضوئية من طبقة من كبريتيد الكادميوم CdS أو سيلينيد الكادميوم CdSe، وتتميز هاتان المادتان بحساسيتهما للضوء في نفس نطاق الطيف لرؤية العين البشرية أو أفلام التصوير.
وتبلغ أعلى حساسية ل كبريتيد الكادميوم عند طول الموجة 520 نانومتر، وبالنسبة إلى سيلينيد الكادميوم فتبلغ أعلى حساسية له للضوء عند 730 نانومتر.
تستخدم مواد مثل كبريتيد الرصاص Lead sulfide للعمل في نطاق الأشعة تحت الحمراء بين طول الموجة 0,3 - 3,5 ميكرومتر (1 ميكرومتر = 1/1.000.000 متر)، كما يستخدم أنتيمونيد الإنديوم في نطاق طول الموجة بين 4,45 - 6,5 ميكرومتر.

## خواص المقحل الضوئي

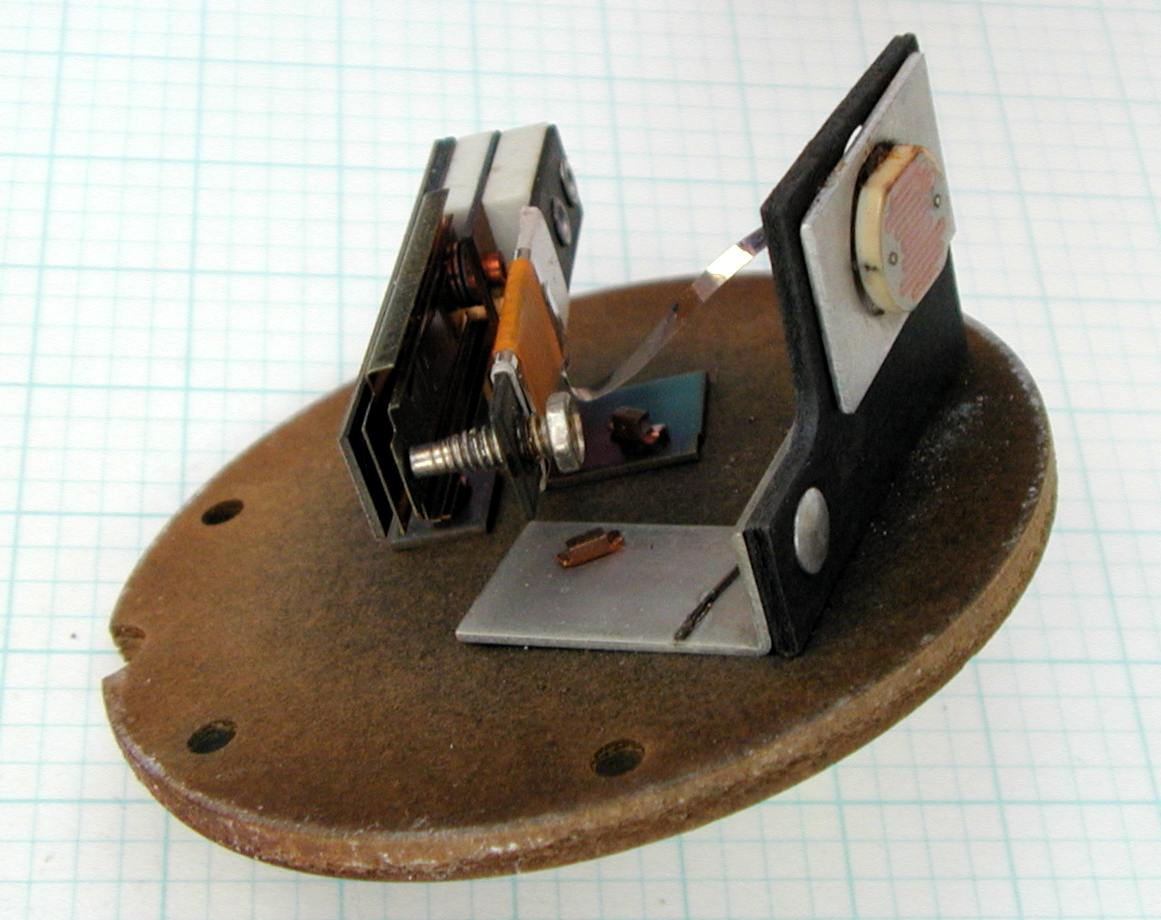
مفتاح كهربائي يعمل وقت غروب الشمس : المقاومة الضوئية إلى اليمين موصولة على التوالي بملف تسخين (برتقالي) بمفتاح حراري من معدنين : عند حلول الظلام يقل التيار ويُشغّل المفتاح الحراري دائرة الإضاءة.

بعد إبعاد الضوء تبقى بعض حاملات الشحنات في المقحل حرة مما يسبب مرور تيار ولو أنه تيار ضعيف، يسمى تيار الظلام.
ويمكن خفض تيار الظلام عن طريق خفض درجة حرارة المقحل.
وتتميز المقاحل الضوئية بالخواص الآتية:
- تبلغ المقاومة في حالة الظلام 1 مليون أوم إلى 100 مليون أوم، وتصل إليها بعد عدة ثوان في الظلام،
- تبلغ المقاومة في وجود الضوء عند 1000 لوكس (وحدة) من 100 أوم إلى 3000 أوم.
- يبلغ وقت الاستجابة للضوء (الوقت الذي يبلغ عندة التيار 65% من قيمته الاسمية بعد سقوط 1000 لوكس على المقاومة) من 1 ملي ثانية إلى 3 ملي ثانية (1 ملي ثانية = 1/1000 ثانية).
- يعتمد نطاق الطيف على نوع المقحل.